# Уругвай на летних Олимпийских играх 1956
Уругвай принимал участие в Летних Олимпийских играх 1956 года в Мельбурне (Австралия) в седьмой раз за свою историю, и завоевал одну бронзовую медаль.

## Бронза
- Баскетбол, мужчины.